# Морской волк (фильм, 1920)
Морской волк (англ. The Sea Wolf) — американский фильм-драма режиссёра Джорджа Мелфорда 1920 года по одноимённому роману Джека Лондона.

## Сюжет
Паром, на котором плыли Хэмфри Ван Вейден и Мод Брустер, затонул. Они спасены благодаря оказавшемуся поблизости судну. Однако его капитан Ларсен, прозванный Волком за свою жестокость и бешеный нрав, и не помышляет доставить спасённых на берег. Он заставляет Хамфри работать юнгой, да и на молодую привлекательную женщину Мод у Волка Ларсена имеются свои виды.

## В ролях
- Ной Бири — Волк Ларсен (заглавный герой — Морской Волк)
- Джеймс Гордон — брат Волка Ларсена (и его заклятый враг) по прозвищу Смерть Ларсен
- Реймонд Хаттон  — Томас Магридж, кок
- А. Эдвард Сазерленд — Джордж Лич, юнга
- Уолтер Лонг — Черный Харрис
- Фред Хантли — Старый Джонсон
- Мейбл Жюльенна Скотт  — Мод Брустер
- Том Форман  — Хэмфри Ван Вейден